# گارنیک سوکیاسیان
گارنیک آرتاشسی سوکیاسیان (ارمنی: Գառնիկ Արտաշեսի Սուքիասյան؛ زادهٔ ۲۵ ژانویهٔ ۱۹۴۷) یک  سیاستمدار اهل ارمنستان است که از تاریخ ۱۹۹۰ تا تاریخ ۱۹۹۵ سمت نمایندگی دوره اول شورای عالی جمهوری ارمنستان را برعهده داشت.

## زندگی‌نامه
در ۲۵ ژانویهٔ ۱۹۴۷ ‏در ارمنستان به دنیا آمد و از دانشگاه دولتی ایروان فارغ‌التحصیل شد. 